# Cantuaria toddae
Cantuaria toddae är en spindelart som beskrevs av Forster 1968. Cantuaria toddae ingår i släktet Cantuaria och familjen Idiopidae. Inga underarter finns listade.